# Octavarium
Octavarium è l'ottavo album in studio del gruppo musicale statunitense Dream Theater, pubblicato il 7 giugno 2005 dalla Atlantic Records.
Dopo aver composto il concept album Metropolis Pt. 2: Scenes from a Memory, il doppio album Six Degrees of Inner Turbulence e il disco dalle sonorità metal Train of Thought, il gruppo ha deciso di voler ritornare a creare "un album classico dei Dream Theater". Octavarium infatti è un album caratterizzato da sonorità meno complesse rispetto ai predecessori: secondo le parole del tastierista Jordan Rudess, l'album rappresenta un "ritorno alla creazione di un reale sforzo di gruppo, attingendo da tutte le nostre varie influenze stilistiche." In esso sono contenuti brani di breve durata, che secondo Rudess sono "veloci da apprezzare". Fa eccezione la title track, una suite della durata di ben 24 minuti e considerata da Rudess "non accessibile a tutti".

## Descrizione

### Antefatti
Nell'estate 2004, dopo aver completato un tour nordamericano supportando uno dei loro principali gruppi ispiratori, gli Yes, i Dream Theater decisero di prendersi una pausa di due mesi; dopodiché, nel mese di novembre 2004 iniziarono le registrazioni dell'ottavo album in studio entrando agli Hit Factory di New York. Questo studio di registrazione, nel quale artisti come Michael Jackson, Madonna, Stevie Wonder, U2 e John Lennon realizzarono alcuni dei loro lavori, era programmato per la chiusura. I Dream Theater sono stati l'ultimo gruppo a registrare prima che esso venisse chiuso in modo permanente.
Octavarium è il primo album che figura parti orchestrali reali, in quanto Overture e Grand Finale (sezioni orchestrali di apertura e di chiusura della traccia omonima di Six Degrees of Inner Turbulence) erano state composte mediante il solo impiego della tastiera. I brani The Answer Lies Within, Sacrificed Sons e l'omonima Octavarium sono di fatto i primi brani dei Dream Theater realizzati in collaborazione con un'orchestra, condotta da Jamshied Sharifi (il quale studiò al Berklee College of Music nello stesso periodo in cui la frequentarono il batterista Mike Portnoy, il chitarrista John Petrucci e il bassista John Myung). I componenti dell'orchestra sono stati selezionati in base alla loro abilità di leggere la musica, in modo da poter registrare le parti in un massimo di due volte, nonostante non avessero mai letto o eseguito le varie parti orchestrali in precedenza.
Sharifi collaborò successivamente con i Dream Theater conducendo la Octavarium Orchestra per il concerto tenuto dal gruppo il 1º aprile 2006 al Radio City Music Hall di New York, immortalato successivamente nell'album dal vivo e DVD Score: 20th Anniversary World Tour, pubblicato nello stesso anno.

### Concezione

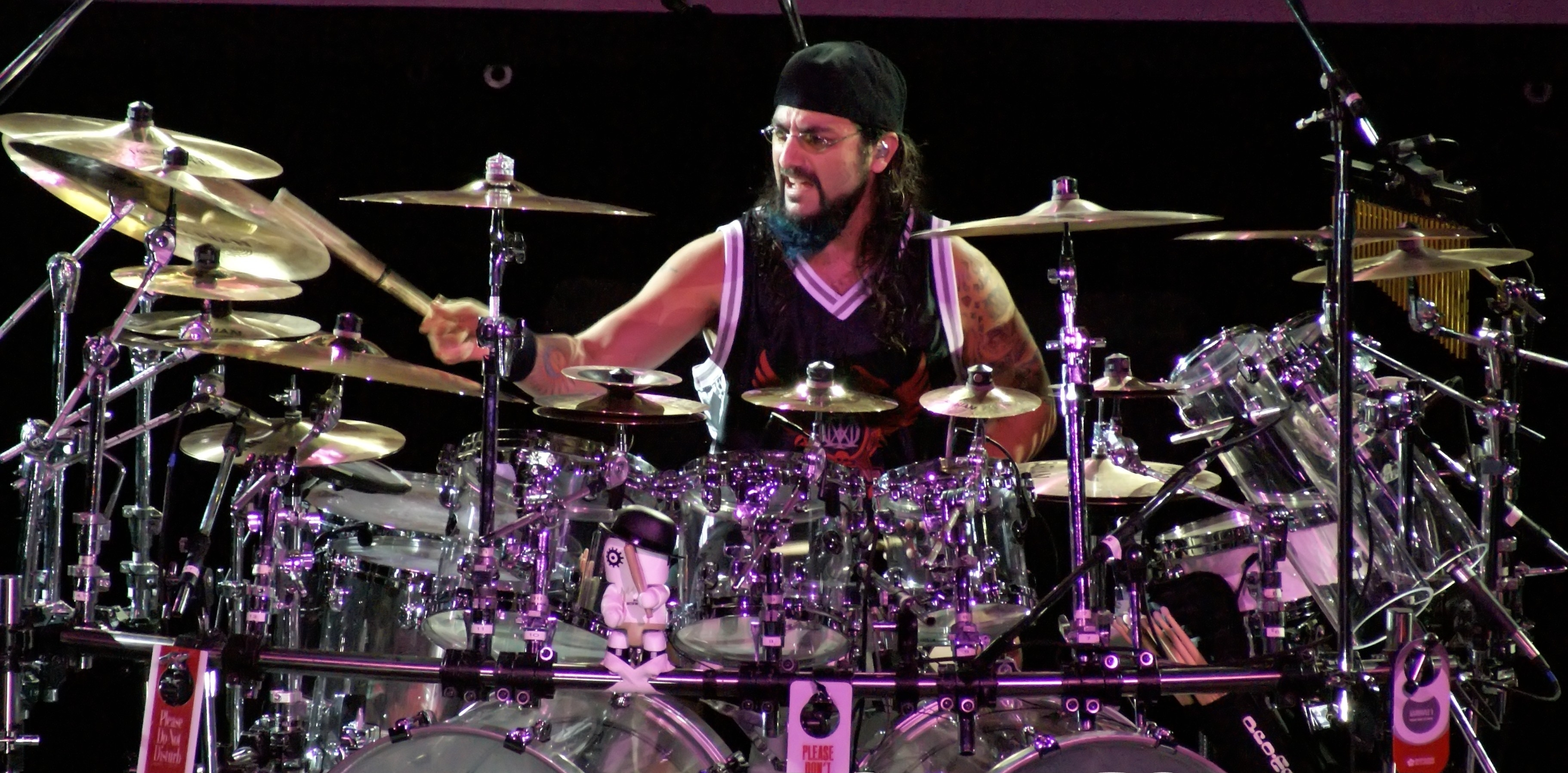
Mike Portnoy, autore dei brani The Root of All Evil e Never Enough

Quando i Dream Theater iniziarono a lavorare a ciò che sarebbe divenuto Octavarium, Portnoy notò che sarebbe stato il loro ottavo album in studio e che avevano pubblicato recentemente il loro quinto album dal vivo, Live at Budokan. Questa sequenza rispecchiò l'ottava di una tastiera: ogni ottava contiene otto bequadri e cinque alterazioni. Portnoy suggerì ai componenti del gruppo che avrebbero composto l'album seguendo questo concetto. Durante la scrittura, il gruppo ha assegnato a ogni brano una diversa chiave. Per connettere i vari brani sono stati applicati alcuni effetti sonori: ad esempio The Root of All Evil, scritta in Fa, e la traccia seguente, The Answer Lies Within, scritta in Sol, sono collegate attraverso un effetto sonoro composto in Fa diesis maggiore. Anche i testi e i titoli dei brani si rifanno a questo concetto. Alcuni esempi citati da Portnoy sono i titoli del brano di apertura The Root of All Evil (da "root", la nota fondamentale di un accordo) e del brano di chiusura Octavarium ("l'ottava di un'ottava").
Octavarium inizia con The Root of All Evil, la cui nota iniziale è la stessa con cui si chiude il brano In the Name of God, presente nell'album precedente. Questa caratteristica era già stata applicata dal gruppo anche con As I Am, brano di apertura di Train of Thought che comincia con l'ultima nota della title track di Six Degrees of Inner Turbulence, e con The Glass Prison, traccia d'apertura di Six Degrees of Inner Turbulence che comincia con lo stesso fruscio udibile alla fine di Finally Free, traccia conclusiva di Metropolis Pt. 2: Scenes from a Memory. Questa caratteristica è nata da un'ispirazione di Portnoy che ha avuto grazie all'album dei Van Halen Women and Children First, nel quale il finale della traccia conclusiva dell'album termina con un nuovo riff che viene eseguito mentre avviene una dissolvenza; il batterista ricordò di aver sperato che il successivo album dei Van Halen si aprisse con quel riff finale, ma rimase deluso quando essi non attuarono tale provvedimento. Più tardi realizzò di aver "scavato una buca dove ci aspettavamo di farlo ogni volta", ma risolse il problema proprio con Octavarium, in cui il finale della title track si conclude con l'introduzione della prima traccia. Ciò ha reso l'album un ciclo in se stesso, permettendo al gruppo di avere un avvio pulito con il loro album successivo.

### Le canzoni

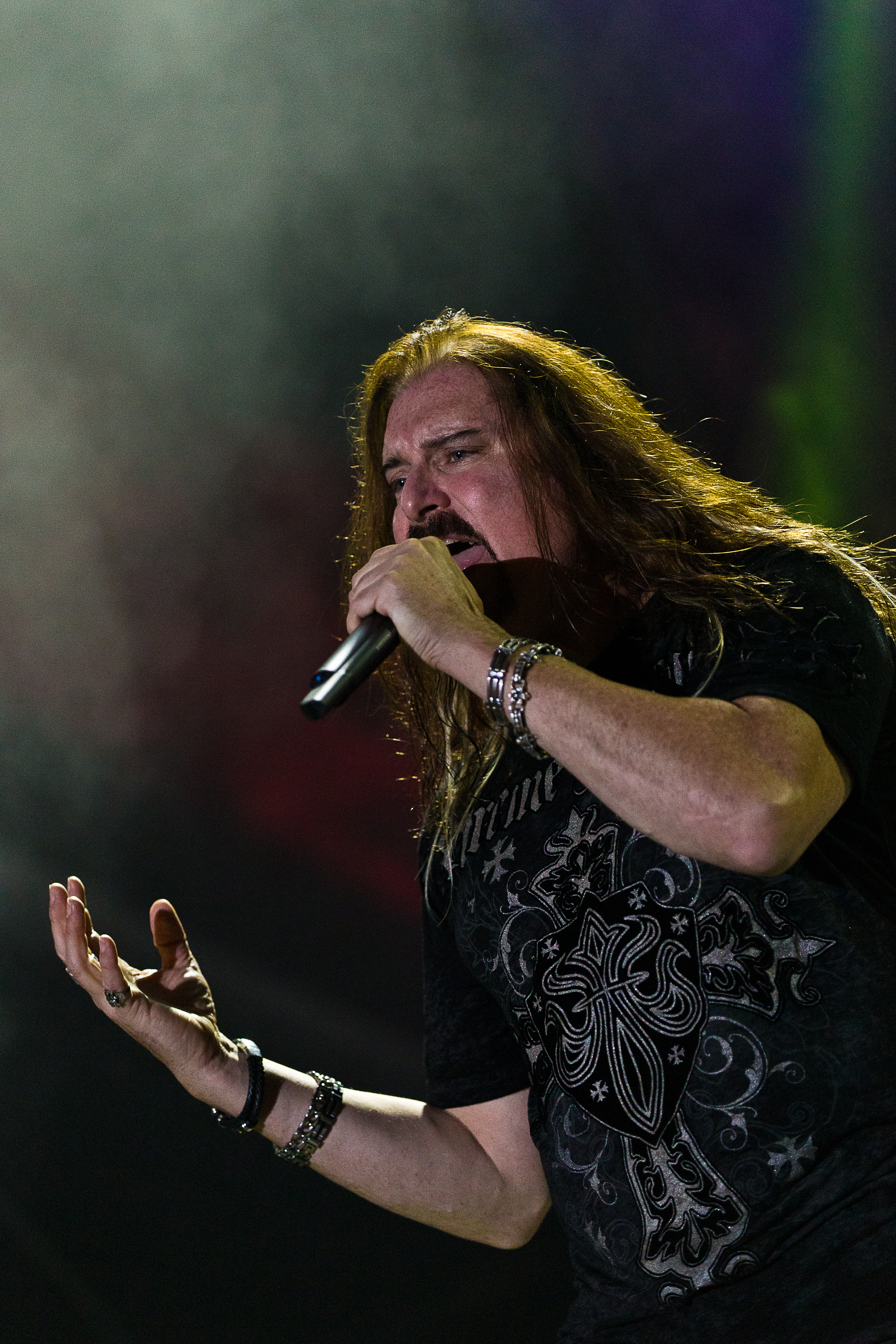
James LaBrie, autore del brano Sacrificed Sons

The Root of All Evil è la terza parte della Twelve-step Suite ideata da Portnoy, ovvero una serie di canzoni provenienti da vari album dei Dream Theater che hanno come tematica il programma di recupero attraverso gli Alcolisti Anonimi. Il brano contiene la sesta e la settima parte della suite, rispettivamente intitolate Ready e Remove. The Answer Lies Within e I Walk Beside You sono le due canzoni più corte dell'album e sono state descritte da Rudess come canzoni radiofoniche che mantengono lo stile dei Dream Theater.
La sesta traccia, Never Enough, è stata scritta da Portnoy riguardo alla piccola porzione della fanbase del gruppo che, a detta dello stesso batterista, è solita lamentarsi di ogni cosa che fanno. Portnoy ha affermato che mentre apprezzava la devozione dei fan dei Dream Theater, era anche frustrato da alcuni di loro perché si era "costantemente lacerato via dalla [sua] famiglia" per dare il massimo ai fan. Nonostante è solito trascorrere "innumerevoli notti" a stilare scalette speciali e spendendo molti giorni di prove con gli altri componenti del gruppo, alcuni fan si lamentano di essere andati a un loro concerto e non hanno ascoltato Pull Me Under. "È scoraggiante e a volte mi fa diventare pazzo", ha affermato.
Sacrificed Sons è la seconda canzone più lunga dell'album e il testo, composto dal cantante James LaBrie, è relativo agli attentati dell'11 settembre 2001. Rudess notò che il gruppo è entusiasta nella composizione di argomenti più seri anziché di canzoni d'amore. Durante la lavorazione del testo, LaBrie ha affermato che c'era "molta discussione" riguardo alle parole del testo e su quanto dovevano essere dirette.
La title track Octavarium, con i suoi 24 minuti, è la canzone più lunga dell'album. Petrucci spiegò che i Dream Theater volevano scrivere una canzone epica che sarebbe stata sviluppata tematicamente e che avrebbe richiesto l'impiego di un'orchestra. Per questo brano, il gruppo è stato influenzato pesantemente dal sound rock progressivo di Genesis, Yes e Pink Floyd. La sezione strumentale introduttiva, influenzata da Shine On You Crazy Diamond dei Pink Floyd, è stata eseguita da Rudess mediante l'impiego di un continuum e di una lap steel guitar. Inoltre, il testo contiene molti riferimenti ad altre canzoni di stampo rock progressivo.

## Pubblicazione
Una settimana prima dell'uscita programmata di Octavarium, Portnoy disattivò il suo sito ufficiale e quello del gruppo. Secondo quanto dichiarato da Blabbermouth.net, questo fatto è stato visto come una risposta al fatto che l'album era stato trapelato. Portnoy spiegò di aver "scelto di fare così principalmente per creare attesa per la grande inaugurazione che avverrà la prossima settimana", anche se osservò che "le ripetute richieste ad astenersi da spoiler e link per il nuovo album contro la volontà del gruppo erano frustranti".
Octavarium è stato pubblicato il 7 giugno 2005. Si tratta dell'ultimo album con la Atlantic Records, concludendo un contratto che era durato quattordici anni. Nonostante negli anni più recenti al gruppo era stata concessa la piena libertà creativa, essi erano insoddisfatti dalla scarsa promozione che l'etichetta offriva loro. Poco dopo la pubblicazione dell'album, Portnoy pubblicò un DVD intitolato Drumavarium, contenente filmati delle sue performance alla batteria tratte dalle sessioni di registrazione di Octavarium. Rudess pubblicò una versione in solo pianoforte di The Answer Lies Within nel suo album del 2009 Notes on a Dream. Panic Attack è stata invece inserita nel videogioco Rock Band 2 come la canzone più difficile da suonare con il basso e la batteria.

### Confusione conElements of Persuasion
Nei mesi precedenti alla pubblicazione di Octavarium, quest'ultimo apparve nei circuiti di P2P sotto forma di fake. Nello specifico, il disco che veniva trovato conteneva le prime otto tracce di Elements of Persuasion, album solista di James LaBrie uscito pochi mesi prima. Numerose furono le recensioni amatoriali pubblicate in rete, dove il disco solista di LaBrie veniva recensito come se fosse effettivamente l'ultimo album dei Dream Theater. Anche il sito italiano Metallus incappò in questo errore, pubblicando tale recensione come un'anteprima, in quanto antecedente all'uscita del disco. L'episodio venne scoperto dagli utenti del forum del sito Eutk e fece indignare i fan dei Dream Theater, ricevendo anche le rimostranze degli iscritti al fan club. Infatti, non solo il redattore non fu in grado di riconoscere il disco solista di LaBrie, ma dimostrò di aver recensito un disco scaricato illegalmente. A seguito della segnalazione, la rivista cancellò immediatamente la recensione e presentò delle scuse in cui veniva dichiarato che l'errore era dovuto ad un semplice scambio di fogli su cui compariva il nome di James LaBrie. Successivamente, il sito pubblicò la recensione corretta su Octavarium.

## Accoglienza
| Recensione      | Giudizio   |
| --------------- | ---------- |
| AllMusic        | [ 19 ]     |
| Billboard       | Favorevole |
| Blistering      | Favorevole |
| Exclaim!        | Negativo   |
| The Metal Forge | [ 23 ]     |
| MetalReview.com | 7.9        |
| musicOMH        | Favorevole |

L'album ha ricevuto recensioni prevalentemente positive e alcuni critici hanno notato una notevole influenza dei Muse su alcune tracce. Justin Donnelly di Blistering elogiò l'album descrivendolo "diverso, melodico e che colpisce duramente allo stesso tempo", classificandolo come uno dei migliori album dei Dream Theater e definendolo come "qualcosa tra Images and Words, Six Degrees of Inner Turbulence e Train of Thought". In particolare, Donnelly elogiò la title track, definendola come "un classico dei Dream Theater". Billboard considerò "eccellenti" i risultati del tentativo del gruppo di comporre canzoni più brevi e di utilizzare strutture strumentali più calde, elogiando particolarmente i brani The Root of All Evil, These Walls e I Walk Beside You.
Harley Carlson di MetalReview.com valutò Octavarium come un disco che mostra "con successo l'abilità del gruppo nella creazione di musica emotiva," trovando alcune "comparazioni con Falling into Infinity e Metropolis Pt. 2: Scenes from a Memory, ma con minore complessità." Vik Bansal di musicOMH elogiò Never Enough, Panic Attack e Sacrificed Sons, ma criticò la title track, definendola "gonfia", ma che piacerà sicuramente ai fan che hanno apprezzato il brano A Change of Seasons (title track dell'EP omonimo). Greg Pratt di Exclaim! recensì negativamente l'album, affermando che "non c'è niente che possa colpire le menti qui [...] una buona fetta di questo disco ricorda una semplice rock-radio del barista del gruppo".
In merito ad alcune recensioni negative in cui veniva constatato che Octavarium fosse stato un tentativo di comporre un album dai tratti più commerciali, il batterista Mike Portnoy ha motivato che il gruppo semplicemente "[ha] quel lato di [sé medesimo]. Adoriamo gruppi come U2 o Coldplay, così come ci piacciono canzoni più brevi." Portnoy ha notato inoltre che, dopo aver realizzato Six Degrees of Inner Turbulence e Train of Thought, non avevano più scritto canzoni corte da tempo, in quanto avevano trovato più semplice comporre brani lunghi rispetto a quelli corti.

## Tour

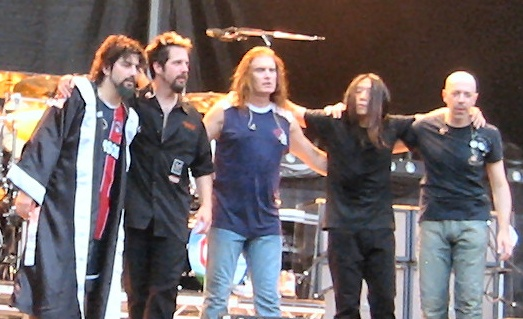
I Dream Theater dopo un concerto a Parigi durante la prima tappa europea dell'Octavarium Tour

I Dream Theater iniziarono il tour di supporto a Octavarium in Europa il 10 giugno 2005 al Sweden Rock Festival di Sölvesborg. Il gruppo si esibì successivamente come gruppo principale insieme ai Megadeth nel corso del Gigantour in Nord America tra il 21 luglio e il 3 settembre. Il concerto tenuto a Montréal fu registrato e pubblicato sotto forma di album dal vivo e DVD (rispettivamente usciti il 22 agosto 2006 e il 5 settembre 2006), intitolato Gigantour. Il principale tour mondiale in supporto a Octavarium inizio a settembre in Finlandia, e mostrò il gruppo continuare con il loro formato dei concerti denominato "An Evening with Dream Theater". Questo significò che il gruppo si esibì per oltre tre ore, con scalette differenti per ogni concerto. Unito anche a interviste, prove nei soundcheck e incontri con i fan, i Dream Theater divennero fisicamente e mentalmente stanchi.
Durante il tour, il gruppo si esibì in due concerti in altrettante serate ad Amsterdam e a Londra. Nella seconda notte in entrambe le città, il gruppo eseguì per intero The Dark Side of the Moon dei Pink Floyd. Theresa Thomason, la quale collaborò in precedenza con il gruppo nell'album Metropolis Pt. 2: Scenes from a Memory, fu scelta per eseguire le parti vocali di The Great Gig in the Sky. L'esecuzione dell'album a Londra venne successivamente immortalata in due bootleg ufficiali (album dal vivo e DVD) nel 2006 attraverso il sito dell'etichetta di Mike Portnoy, la YtseJam Records. Inoltre, nei concerti di Tokyo e di Osaka, il gruppo eseguì l'intero Made in Japan dei Deep Purple. Anche in questo caso, furono pubblicati due bootleg ufficiali dell'esecuzione a Osaka dalla YtseJam Records nel 2007.
Per celebrare il ventesimo anniversario del gruppo, il concerto conclusivo dell'Octavarium Tour si tenne il 1º aprile 2006 al Radio City Music Hall di New York. Per la seconda parte del concerto, il gruppo fu affiancato da un'orchestra di 30 elementi condotti da Jamshied Sharifi e denominata The Octavarium Orchestra. Questo concerto fu filmato e pubblicato come album dal vivo e DVD dal titolo Score: 20th Anniversary World Tour il 29 agosto 2006 dalla Rhino Entertainment.

## Tracce
Musiche dei Dream Theater. Gli autori dei testi sono indicati di seguito.
1. The Root of All Evil – 8:26 (testo: Mike Portnoy)
2. The Answer Lies Within – 5:33 (testo: John Petrucci)
3. These Walls – 7:36 (testo: John Petrucci)
4. I Walk Beside You – 4:29 (testo: John Petrucci)
5. Panic Attack – 8:13 (testo: John Petrucci)
6. Never Enough – 6:47 (testo: Mike Portnoy)
7. Sacrificed Sons – 10:43 (testo: James LaBrie)
8. Octavarium – 24:00

## Formazione
Gruppo
- James LaBrie – voce
- John Petrucci – chitarra, voce
- John Myung – basso
- Jordan Rudess – tastiera, continuum, lap steel guitar
- Mike Portnoy – batteria, percussioni, voce

Produzione
- Prodotto da Mike Portnoy e John Petrucci
- Doug Oberkircher – ingegneria
- Colleen Culhane, Kaori Kinoshita e Ryan Simms – assistenza ingegneria
- Bert Baldwin – assistente studio aggiuntivo
- Michael H Bauher – missaggio
- Keith Gray – assistenza missaggio e ingegneria Pro Tools
- Will Hensley – assistenza secondaria
- George Marino – mastering

Orchestra in Sacrificed Sons e in Octavarium
- Jamshied Sharifi – arrangiamenti e conduzione strumenti ad arco
- Elena Barere – primo violino
- Katherine Fong, Ann Lehmann, Katherine Livolsi-Stern, Laura McGinnis, Catherine Ro, Ricky Sortomme e Yuri Vodovoz – violini
- Vincent Lionti e Karen Dreyfus – viole
- Richard Locker e Jeanne LeBlanc – violoncelli
- Pamela Sklar – flauto
- Joe Anderer e Stewart Rose – corni francesi

Quartetto d'archi in The Answer Lies Within
- Elena Barere – primo violino
- Carol Webb – secondo violino
- Vincent Lionti – viola
- Richard Locker – violoncello

## Classifiche
| Classifica (2005) | Posizione massima |
| ----------------- | ----------------- |
| Austria           | 35                |
| Belgio (Fiandre)  | 48                |
| Belgio (Vallonia) | 70                |
| Danimarca         | 38                |
| Finlandia         | 2                 |
| Francia           | 18                |
| Germania          | 15                |
| Italia            | 2                 |
| Norvegia          | 9                 |
| Paesi Bassi       | 9                 |
| Portogallo        | 15                |
| Spagna            | 31                |
| Stati Uniti       | 36                |
| Svezia            | 4                 |
| Svizzera          | 25                |